# Episkyros

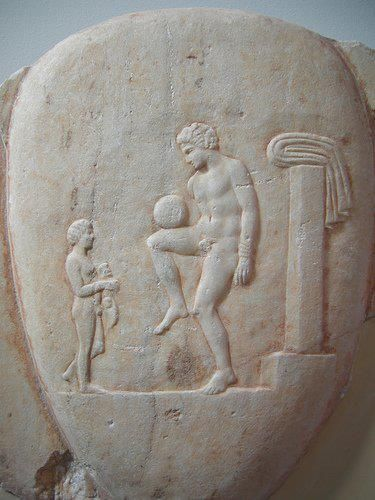
Un giovane che gioca con la palla. Parte di stele tombale marborea, rinvenuta nel Pireo, databile 400-375 a.C., ora esposta al Museo archeologico nazionale di Atene.

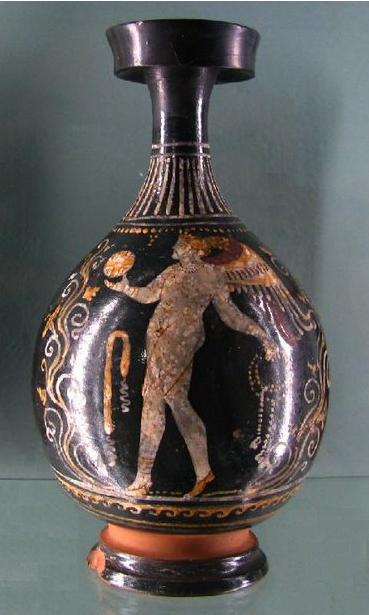
Bottiglia (Lekythos) del tipo a figure rosse, rappresentante una figura che gioca con una palla. Fine del IV secolo a.C.

Episkyros (in greco antico: ἐπίσκυρος? anche chiamato ἐπίκοινος epikoinos) era un gioco con la palla praticato nell'antica Grecia.
Fortemente orientato sul lavoro di squadra, il gioco veniva praticato tra due squadre (che solitamente contavano da 12 a 14 giocatori ciascuna), calciando una palla, era però permesso utilizzare anche le mani. Nonostante si trattasse di un gioco con la palla, le partite potevano essere piuttosto violente, soprattutto a Sparta. Le squadre dovevano tentare di lanciare la palla sopra la testa degli avversari. C'era una linea bianca denominata skuros tra i due team, ed un'altra dietro ognuna delle due squadre. Le squadre si lanciavano la palla finché una di esse era costretta a retrocedere dietro la linea bianca alle loro spalle.
A Sparta un tipo di episkyros veniva giocata durante una festa annuale, da cinque squadre di 14 giocatori ognuna. Principalmente era giocato dagli uomini ma anche le donne a volte lo giocavano. Il gioco dell'episkyros (o uno simile, chiamato phaininda (φαινίνδα), che significa probabilmente "gioco dell'inganno", dal verbo phenakizo  (φενακίζω), "imbrogliare, mentire" venne in seguito adottato dai Romani, che lo trasformarono in harpastum, la latinizzazione del greco  ἁρπαστόν (harpaston), forma neutra di ἁρπαστός (harpastos), "portare via", dal verbo ἁρπάζω (harpazo), "cogliere, strappare".
Una rappresentazione a bassorilievo su di un vaso del Museo archeologico nazionale di Atene, mostra un atleta che sembra tenere in equilibrio una palla sulla coscia. Quest'immagine è stata riprodotta sul trofeo della Coppa Europea di calcio.
Altri antichi sport greci con la palla oltre la phaininda, erano: ἀπόῤῥαξις (aporrhaxis) (gioco del far rimbalzare la palla), οὐρανία (ourania), "lanciare la palla in aria, all'aperto" e, probabilmente la σφαιρομαχία (sphairomachia), letteralmente "battaglia con la palla", da σφαῖρα (sphaira) "palla, sfera" e μάχη (mache), "battaglia". anche se alcuni sostengano che la σφαιρομαχία fosse di fatto una gara di pugilato (le "sfere" sarebbero in realtà un tipo di guanti).
Giulio Polluce, in una lista di giochi con la palla include anche la phaininda e l'harpastum: